# Iwerne Courtney or Shroton
Iwerne Courtney or Shroton är en civil parish i Storbritannien. Den ligger i grevskapet Dorset och riksdelen England, i den södra delen av landet, 160 km väster om huvudstaden London. Parish har 541 invånare (2011).
Kustklimat råder i trakten. Årsmedeltemperaturen i trakten är 9 °C. Den varmaste månaden är augusti, då medeltemperaturen är 16 °C, och den kallaste är november, med 5 °C.